# 19652 Saris
19652 Saris è un asteroide della fascia principale. Scoperto nel 1999, presenta un'orbita caratterizzata da un semiasse maggiore pari a 2,7712648 UA e da un'eccentricità di 0,0620732, inclinata di 4,11289° rispetto all'eclittica.
Fa parte della famiglia di asteroidi Hoffmeister.